# 흥분과 냉정 사이의 감정적 간극

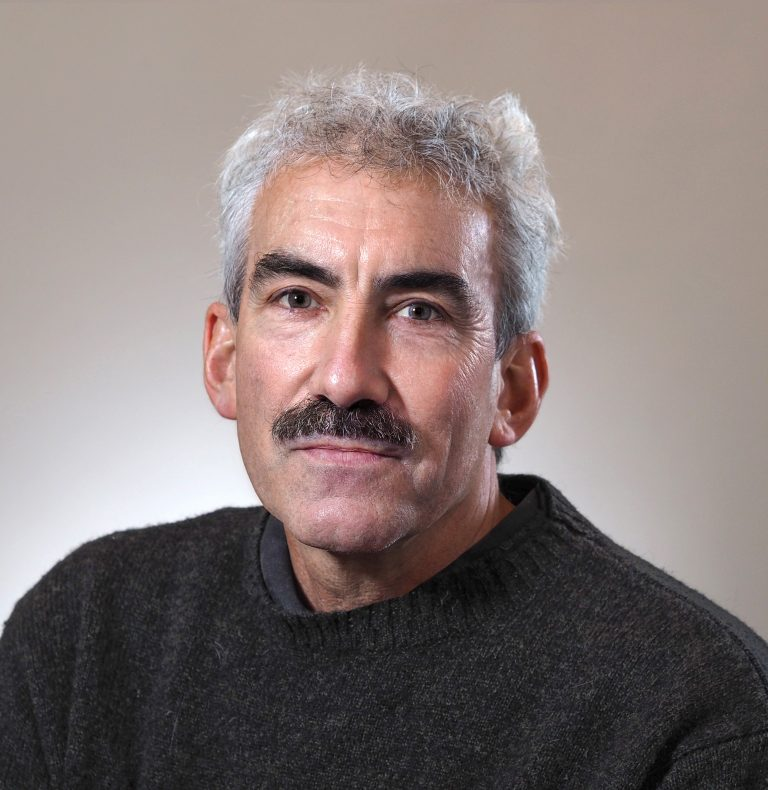
George Lowenstein(1996) https://chibe.upenn.edu/faculty-members/george-loewensteinphd/

공감격차(empathy gap)는 사람들이 감정 상태의 변화로 인해 달라질 의사결정의 변화를 예측하지 못한다는 개념이다. 하나의 상황에서 느끼는 감정은 관련이 없는 다음의 선택(의사결정)에 중대한 영향을 미칠 수 있다.
공감격차를 기본 원리로 둔 흥분과 냉정 사이의 감정적 간극(hot-cold empathy gap)은 행동주의 경제학자 조지 뢰벤슈타인(George Lowenstein)(1996)에 의해 정리되었다. 사람들이 자신의 태도, 선호 및 행동에 대한 본능적인 충동의 영향을 과소평가하는 인지 편향을 뜻한다.
사람들은 정서적으로 냉정(Cold)한 상태에 있을 때 흥분(Hot) 상태가 자신의 태도(선호도)와 행동에 어떤 영향을 미치는지 충분히 인식하지 못한다. 흥분(Hot) 상태에 있을 때는 본능적인 충동의 영향을 과소평가하고 현재 선호도의 안정성을 과대평가한다.
사람들은 인지적 판단을 통해 합리적이고, 장기적인 선호를 추구하는 성향이 있다. 하지만 감정은 순간적(단기적) 만족을 극대화하는 근시안적 선택을 이끈다.

## 구분
흥분과 냉정 사이의 감정적 간극(hot-cold empathy gap)은 크게 두 가지 방향의 구조로 존재 한다.
1. Hot to Cold empathy gap : Hot State인 개인은 순간적인 감정이 자신의 태도(선호도)와 행동에 어떤 영향을 미치는지 충분히 인식하지 못한다. 초래할 감정을 과소평가하고 선호도와 안정성을 과대평가한다. 결과적으로는 감정에 이끌린 의사결정을 내리게 된다.[5]
2. Cold to Hot empathy gap : 미래의 감정상태(Hot State)에서 일어날 충동을 과소평가하기 때문에 합리적인 의사결정을 내리지 못한다.

혹은 시간(과거 or 미래) 및 개인 또는 대인 간 관계에 따라서도 분류할 수 있다.
1. 전망적(intrapersonal prospective) : 사람들이 자신의 미래 행동을 해당 시점과 동일하지 않은 감정 상태에서 예측하려는 경우이다. 전형적인 예로, 배고픈 상태에서는 식료품을 과도하게 쇼핑하게 되는 것을 들 수 있다.[5]
2. 회상적(intrapersonal retrospective): 사람들이 해당 시점과는 다른 감정 상태에서 기억을 상기하는 경우다. 모닝 애프터 증후군("morning after" syndrome)을 예로 들 수 있다.[5]
3. 대인적(interpersonal): 자신과 다른 감정 상태에 있는 다른 사람의 행동을 예측·해석하는 경우이다. 추운 날씨, 아이의 옷을 알맞게 입히지 못하는 것을 예로 들 수 있다. 자신이 따뜻한 상태에서, 아이가 추울 것을 상상하기는 어렵다.[5]

## 사례
1. Hot to Cold empathy gap ; 홈쇼핑의 경우 판매량을 높이기 위한 마케팅 수법으로 제한된 시간, 제한된 수량을 소비자들에게 노출한다.[4] 제품을 구매하려고 하는 소비자들의 경쟁상황을 자극하고 노출함으로써 소비자들의 흥분상태(Hot State)를 비교적 쉽게 이끈다. 이는 곧 충동적 구매행동으로 이어진다.
2. Cold to Hot empathy gap ; 흡연에 대한 초기 결정은 담배의 중독성에 대한 불완전한 이해뿐만 아니라 흡연이 가져올 건강 악화에 대한 과소평가 때문이다.[5]

## 같이 보기
- 지식의 저주